# Zearaja
Zearaja – rodzaj ryb chrzęstnoszkieletowych z rodziny rajowatych (Rajidae).

## Rozmieszczenie geograficzne
Do rodzaju należą gatunki występujące w wodach południowo-wschodniego Oceanu Atlantyckiego, południowo-wschodniego Oceanu Indyjskiego oraz południowo-wschodniego i południowo-zachodniego Oceanu Spokojnego.

## Morfologia
Długość ciała do 152 cm; masa ciała do.

## Systematyka
Rodzaj zdefiniował w 1939 roku australijski ichtiolog Gilbert Percy Whitley w artykule poświęconym taksonomii rekinów i płaszczek opublikowanym w czasopiśmie The Australian zoologist. Gatunkiem typowym jest (oryginalne oznaczenie (także monotypowe)) Z. nasuta.

### Etymologia
Zearaja: ang. New Zealand ‘Nowa Zelandia’; rodzaj Raja Linnaeus, 1758.

### Podział systematyczny
Do rodzaju należą następujące gatunki:
- Zearaja brevicaudatus (Marini, 1933)
- Zearaja chilensis (Guichenot, 1848)
- Zearaja maugeana Last & Gledhill, 2007
- Zearaja nasuta (Banks, 1841)